# La flaca (canción)
«La flaca» es una canción de género rock latino interpretada por el grupo musical Jarabe de Palo. Fue compuesta por el cantante y compositor español Pau Donés y grabada en el álbum homónimo en el año 1996.

## Historia
Compuesta durante el verano de 1995 en el transcurso de viaje de la banda a Cuba que el director de cine Fernando de France había organizado con el objetivo de rodar en la isla el videoclip del tema El lado oscuro. Fue en la discoteca «1830», conocida como «La Tasca», situada en el malecón de La Habana donde conocieron a Alsoris Guzmán, la joven modelo que inspiró la canción.
El tema dio título al álbum debut de la banda y se convirtió en un rotundo éxito durante el verano de 1997, alcanzando el número 1 de los 40 Principales el 6 de septiembre de 1997 y llegando a ventas superiores a las 600.000 copias en España. Posteriormente el éxito se extendería por Latinoamérica, llegando al número 9 de la lista Billboard latin pop song en Estados Unidos el 5 de septiembre de 1998.